# 1999
Rok 1999 (MCMXCIX) gregoriánského kalendáře začal v pátek 1. ledna a skončil v pátek 31. prosince.

## Události

### Česko
- 26. ledna – Vyšel první článek na internetovém zpravodajském serveru Root.cz.
- 12. března – Česká republika se spolu s Polskem a Maďarskem stala členem NATO.
- 12. května – Vláda Miloše Zemana rozhodla o dostavbě jaderné elektrárny Temelín.
- 15. května – Na Mistrovství světa v ledním hokeji v Norsku získali čeští hokejisté titul mistra světa.
- červenec – Vládním usnesením č. 741 byla odsouhlasena nová podoba dálničních sítí.
- 11. srpna – Na území ČR lidé pozorovali téměř úplné zatmění Slunce, kdy Měsíc zakryl až 98 % slunečního disku.
- 17. října – Byla otevřena nová stanice pražského metra Hloubětín na lince B.
- Založení a první vydání/výtisk arménsko-evropského časopisu ORER v Praze.

### Svět
- 1. ledna – 11 zemí Evropské unie (Francie, Německo, Itálie, Španělsko, Portugalsko, Finsko, Belgie, Lucembursko, Nizozemsko, Rakousko a Irsko) přijalo společnou měnu Euro.
- 1. února byl uveden do plného provozu záchranný systém GMDSS
- 7. února – Po smrti jordánského krále Husajna I. jej na trůnu střídá jeho syn Abdalláh II.
- 23. února – obří lavina zasáhla rakouskou alpskou vesnici a lyžařské středisko Galtür. Pronikla až do tzv. zelené zóny, která byla do té doby považována za lavinami neohroženou, a zabila 31 lidí. Tisíce obyvatel i turistů musely být následně evakuovány.
- 12. března – Polsko, Maďarsko a Česko vstoupily do NATO.
- 15. března – Evropská komise pod vedením Jacquese Santera (tzv. Santerova komise) odstoupila kvůli korupčnímu skandálu.
- 24. března – NATO spustilo Operaci Spojenecká síla s cílem zastavit etnické čistky v srbské provincii Kosovo.
- 1. dubna – Vznik Nunavutu, největšího a nejsevernějšího teritoria Kanady.
- 20. dubna – Při masakru na Columbine High School v americkém Coloradu dva studenti zastřelili 13 lidí a 24 jich zranili.
- 30. dubna – Kambodža se stala desátým členem organizace ASEAN (Sdružení národů jihovýchodní Asie).
- 3. května – Při druhém nejsilnějším tornádu v historii USA o síle F5 Fujitovy stupnice zemřelo v oklahomském městě Moore 36 lidí a přes 500 jich bylo zraněno.
- 27. května – Byl spuštěn projekt SETI@home, který pomocí distribuovaných výpočtů hledá mimozemskou inteligenci.
- 29. května – Nigerijským prezidentem se stal Olusegun Obasanjo.
- 29. května v Malibu bylo nalezeno tělo Philipa Taylora Kramera
- květen – evropští ministři dopravy se dohodli na vytvoření nového navigačního satelitního systému nazvaného Galileo
- 7. června president USA Bill Clinton navštívil indiánskou rezervaci Pine Ridge.[1]
- 10. června armáda Svazové republiky Jugoslávie se stahuje z oblasti Kosova a Metochie. NATO zastavuje bombardování Jugoslávie, které si dosud vyžádalo odhadem na 2500 mrtvých civilistů.
- 12. června – Z rozhodnutí Rady bezpečnosti OSN (rezoluce číslo 1244) přebírá správu Kosova mise OSN za asistence KFOR.
- 20. července předseda čínské komunistické strany Ťiang Ce-min nařídil vyhladit duchovní školu Fa-lun-kung na území ČLR. Dle humanitárních organizací je v ČLR Fa-lun-kung tvrdě potlačován formou ilegálního zatýkání, pokutování, věznění v pracovních táborech a mučení. Řízení celostátního pronásledování se ujímá takzvaný Úřad 610 pod vedením Luao Gana.
- 23. července – Po smrti marockého krále Hasana II. na trůn nastupuje jeho Muhammad VI.
- 27. července – tragická událost canyoningu poblíž Wilderswilu, kde zahynulo 19 turistů.
- 5. srpna vůdce čečenských separatistů Šamil Basajev vtrhl do sousedního Dagestánu. Tím započala Druhá čečenská válka
- 7. září zasáhlo zemětřesení Athény, vyžádalo si 149 obětí a způsobilo značné materiální škody
- 9. září bylo Sirtskou deklarací rozhodnuto o vytvoření Africké unie
- 30. září – v úpravně jaderného paliva v Tokaimuře v Japonsku došlo k jaderné explozi a zamoření okolí. Ozářeno bylo několik desítek lidí, z toho 3 smrtelnými dávkami. Do nedávna šlo o největší jadernou havárii v japonské historii. (až do zemětřesení ve Fukušimě I – březen 2011.)
- 1. října ruské oddíly překročily rusko-čečenské hranice
- 2. října podepsána Amsterdamská smlouva EU
- 12. října světová populace přesáhla 6 miliard lidí podle OSN
- říjen – na tiskové konference National Geographic oznámen objev dinosaura rodu Archaeoraptor, který měl být chybějícím článkem mezi dinosaury a ptáky. Později se ukázalo, že šlo o padělek, což způsobilo skandál mezi paleontology.
- na summitu v Helsinkách získalo Turecko status kandidáta na přístup k EU
- Nauru se stalo členem Commonwealthu

## Vědy a umění
- 21. října – Premiéra česko-slovensko-polského koprodukčního filmu režiséra Mateje Mináče Všichni moji blízcí
- 20. listopadu – Česká televize vysílala po celý den pořady natočené v dobách komunismu.
- 7. února – start sondy Stardust
- byl natočen film Matrix
- Mark Hucko vytvořil umělý jazyk Slovio
- podle dohody Mezinárodní astronomické unie je Pluto formálně považováno za planetu
- Sun Microsystems koupil StarOffice a zveřejnil téměř celý zdrojový kód StarOffice pod názvem OpenOffice
- Wartburg, Dalt Villa a Historické jádro Ibizy byly zapsány na seznam světového kulturního dědictví UNESCO
- poprvé udělena cena Bludný balvan

## Sport
- česká tenistka Jana Novotná oznámila ukončení sportovní kariéry
- český hokejový útočník Patrik Štefan se stal jedničkou draftu NHL

## Nobelova cena
- Nobelova cena za fyziku – Gerardus 't Hooft, Martinus J. G. Veltman
- Nobelova cena za chemii – Ahmed Zewail
- Nobelova cena za fyziologii a lékařství – Günter Blobel
- Nobelova cena za literaturu – Günter Grass
- Nobelova cena za mír – Lékaři bez hranic
- Nobelova pamětní cena za ekonomii – Robert Mundell

## Narození

### Česko

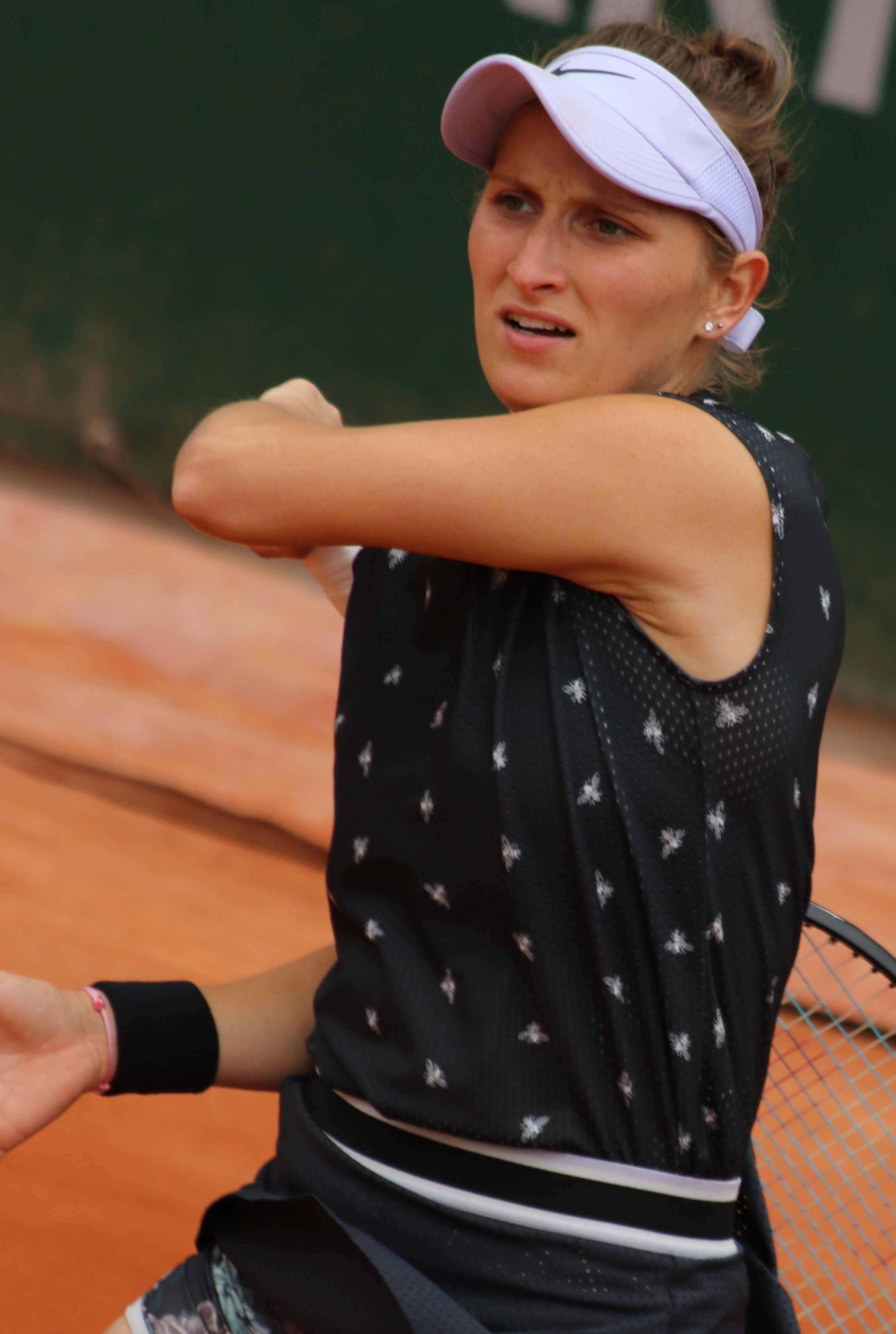
Markéta Vondroušová (* 28. června)

- 06. ledna – Patrik Rikl, tenista
- 15. ledna – Martin Nečas, lední hokejista
- 4. února – Porty, český youtuber a rapper
- 8. února – Tereza Rauturier, orientační běžkyně
- 11. února – Ostap Safin, lední hokejista
- 18. února – Radim Šalda, hokejový obránce
- 24. února – Martin Bidař, krasobruslař
- 5. března – Sára Rychlíková, herečka
- 21. března – Jaroslav Dvořák, hokejový útočník
- 17. května – Barbora Chaloupská, orientační běžkyně
- 15. června – Jakub Galvas, lední hokejista
- 28. června – Markéta Vondroušová, tenistka
- 6. července – Lukáš Vašina, volejbalista
- 18. srpna – Vojtěch Trojan, sportovní lezec
- 21. srpna – Natálie Schwamová, pianistka
- 05. září – Filip Chytil, lední hokejista
- 09. září – Barbora Podzimková, modelka
- 02. října – Martin Kaut, lední hokejista
- 20. října – Filip Král, lední hokejista
- 10. listopadu – Jakub Škarek, hokejový brankář
- 15. listopadu – Daniel Vecka, hokejový brankář
- 21. listopadu – Gabriella Jiráčková, živá Barbie, zpěvačka, herečka a modelka
- 27. listopadu – Filip Zadina, lední hokejista
- 30. prosince – Anna Dušková, krasobruslařka

### Svět

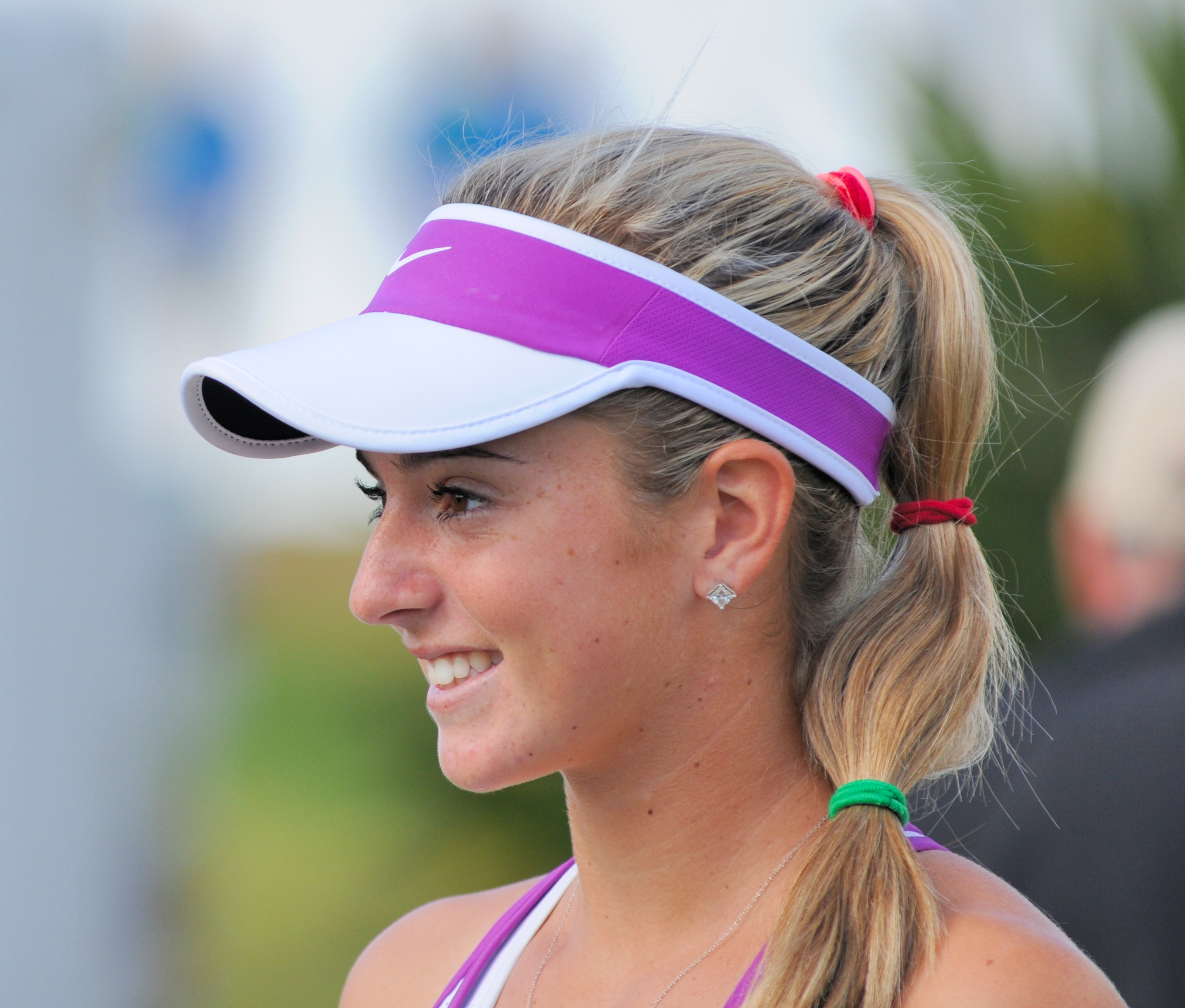
Catherine Bellisová (* 8. dubna)

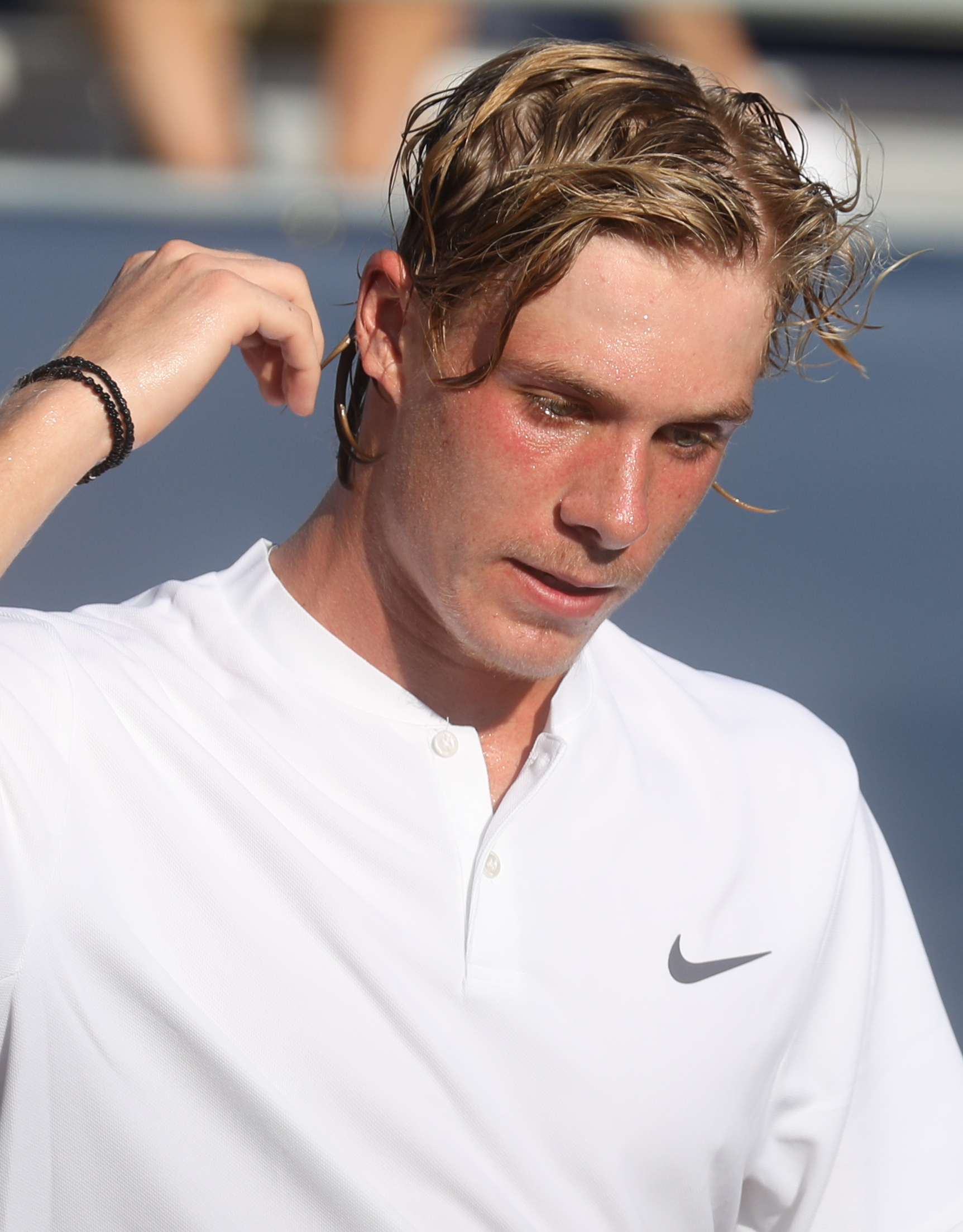
Denis Shapovalov (* 15. dubna)

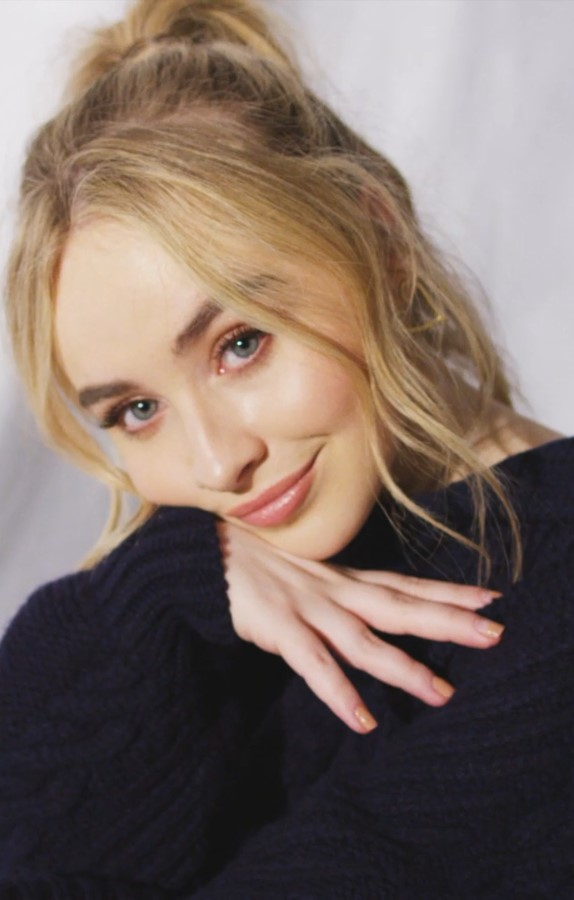
Sabrina Carpenter (* 11. května)

- 04. ledna – Nico Hischier, švýcarský lední hokejista
- 06. ledna – Jelena Radionovová, ruská krasobruslařka
- 18. ledna – Nicolas Martins, portugalský ragbista
- 25. února – Gianluigi Donnarumma, italský fotbalista
- 28. února – Luka Dončić, slovinský basketbalista
- 03. března – Ťiang Sin-jü, čínská tenistka
- 10. března – Kai Harada, japonský sportovní lezec
- 12. března – Janja Garnbret, slovinská sportovní lezkyně
- 20. března – Miffy Englefield, britská herečka
- 08. dubna – Catherine Bellisová, americká tenistka
- 15. dubna – Denis Shapovalov, kanadský tenista
- 30. dubna – Ange Capuozzo, italský ragbista
- 1. května – Romain Ntamack, francouzský ragbista
- 02. května – Gian Luca Zodda, italský sportovní lezec
- 7. května – Cody Gakpo, nizozemský fotbalista
- 11. května – Sabrina Carpenter, americká herečka a zpěvačka
- 13. května – Meiči Narasaki, japonský sportovní lezec
- 18. května – Laura Omloop, belgická zpěvačka
- 24. května – Tarjei Sandvik Moe, norský herec
- 28. května – Cameron Boyce, americký herec a zpěvák († 6. července 2019)
- 1. června – Technoblade, americký youtuber († 30. června 2022)
- 02. června – Wej I, čínský šachový velmistr
- 11. června – Kai Havertz, německý fotbalista
- 14. června – Kim Min-sok, jihokorejský rychlobruslař
- 21. června – Natalie Alyn Lind, americká herečka
- 03. července – Asja Gollo, italská sportovní lezkyně
- 24. července – Mathias Posch, rakouský sportovní lezec
- 30. července – Joey King, americká herečka
- 21. srpna – Kai Lightner, americký sportovní lezec
- 31. srpna
  - Lukas Goetz, švýcarský horolezec
  - Sina Goetz, švýcarská horolezkyně
- 8. září – Ellie Kildunneová, anglická ragbistka
- 21. září
  - Alexander Isak, švédský fotbalista
  - Karry Wang, čínský zpěvák
- 14. října – Quinn Hughes, americký lední hokejista
- 15. října – Bailee Madison, americká herečka
- 16. října – Melissa Vargas, turecká volejbalistka
- 23. října – Samuel Tefera, etiopský atlet, běžec
- 10. listopadu – Kiernan Shipka, americká herečka
- 19. listopadu – Jevgenija Medveděvová, ruská krasobruslařka
- 22. listopadu – Michelle Hulliger, švýcarská sportovní lezkyně
- neznámé datum
  - Elma Fleuret, francouzská sportovní lezkyně
  - Yannick Flohé, německý sportovní lezec
  - Anton Sucharev, ruský horolezec

## Úmrtí

### Česko

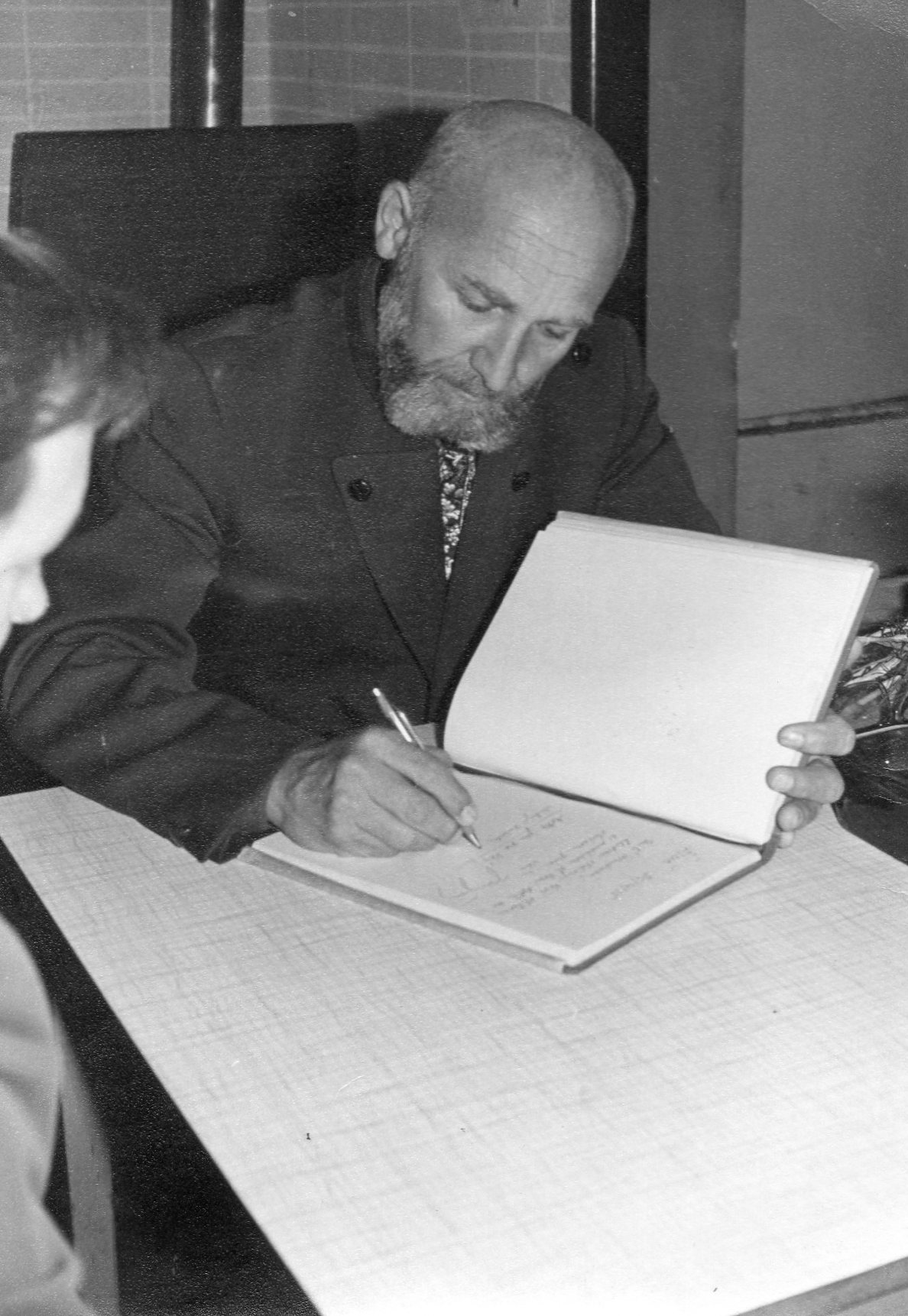
Josef Vágner († 6. května)

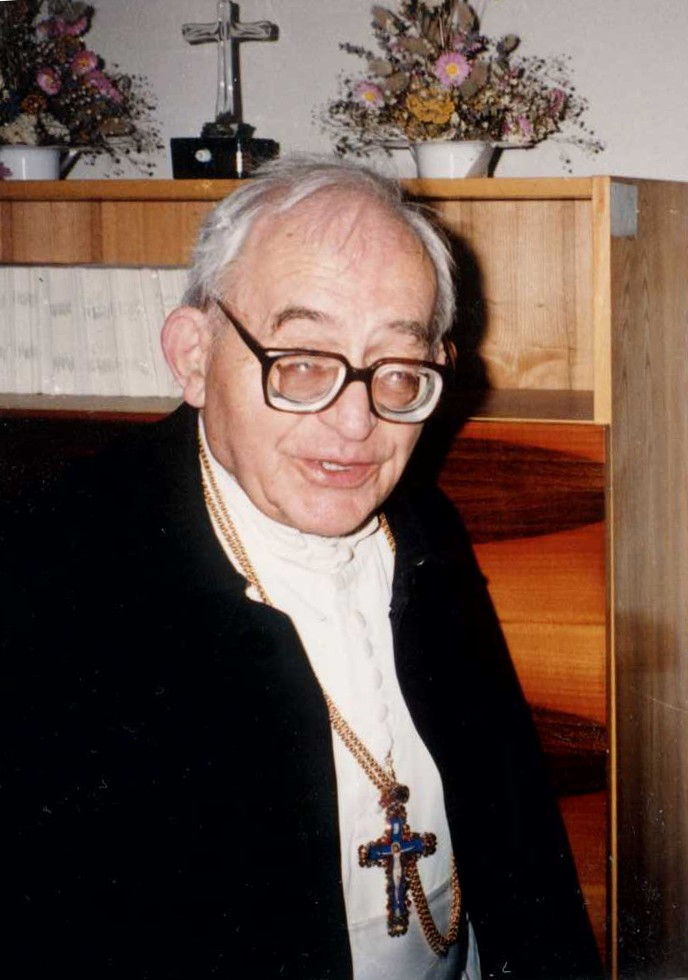
Bohumil Vít Tajovský († 11. prosince)

- 05. ledna – Jarmila Nygrýnová, halová mistryně Evropy ve skoku do dálky (* 15. února 1953)
- 07. ledna – Zdeněk Kroupa, operní pěvec (* 15. listopadu 1921)
- 19. ledna – Vladimír Vařecha, filolog, překladatel a pedagog (* 9. srpna 1917)
- 21. ledna – Eva Seemannová, překladatelka do esperanta (* 21. března 1920)
- 23. ledna – Jaroslav Foglar, spisovatel (* 6. července 1907)
- 28. ledna
  - Radúz Činčera, scenárista a režisér (* 17. června 1923)
  - Josef Doležal, stříbrná medaile v chůzi na 50 km na OH 1952 (* 12. prosince 1920)
  - František Vláčil, malíř, grafik, filmový scenárista a režisér (* 19. února 1924)
- 01. února – Jiří Platenka, fotograf (* 1. března 1932)
- 02. února – Vladimír Petlák, volejbalista, mistr světa (* 21. února 1946)
- 04. února – František Bogataj, voják v zahraničním odboji (* 21. března 1913)
- 12. února – Otakar Diblík, designér (* 19. srpna 1929)
- 13. února – Zdeněk Galuška, spisovatel, vypravěč a malíř (* 11. července 1913)
- 20. února – Jiří Růžička, herec (* 8. ledna 1956)
- 25. února – Štěpán Zavřel, ilustrátor, animátor, grafik, malíř a spisovatel (* 25. prosince 1932)
- 07. března – Ladislav Vodička, country zpěvák a textař (* 10. ledna 1931)
- 08. března – Josef Kalvoda, profesor dějin a politických věd, publicista (* 15. ledna 1923)
- 11. března – Jiří Reichl, režisér a scenárista (* 13. dubna 1940)
- 12. března – Miloslav Holub, herec, režisér, divadelní ředitel a pedagog (* 27. února 1915)
- 15. března – Josef Danda, architekt (* 2. ledna 1906)
- 16. března
  - Stanislav Hájek, herec (* 29. června 1924)
  - Hugo Rokyta, kulturní historik, etnograf, heraldik a ochránce památek (* 24. listopadu 1912)
- 19. března – Ivan Sedliský, malíř a grafik (* 14. května 1926)
- 22. března – Václav Halíř, operní pěvec (* 28. září 1926)
- 07. dubna – Ivan Diviš, básník a esejista (* 18. září 1924)
- 11. dubna – Radan Rusev, herec (* 13. září 1947)
- 15. dubna – Petr Skarke, herec (* 23. března 1943)
- 17. dubna – Vladimír Macura, spisovatel, literární vědec a kritik (* 7. listopadu 1945)
- 28. dubna – Zdeněk Jílek, pianista a hudební pedagog (* 7. června 1919)
- 03. května – Josef Zeman, fotbalový reprezentant (* 23. ledna 1915)
- 05. května – Miloš Vacík, básník a publicista (* 21. června 1922)
- 06. května – Josef Vágner, přírodovědec, cestovatel, lovec a spisovatel (* 26. května 1928)
- 10. května – Josef Kobr, herec (* 9. září 1920)
- 12. května
  - Valerie Kaplanová, herečka (* 12. září 1917)
  - Josef Dostál, botanik (* 20. prosince 1903)
- 16. května – Jaroslav Šváb, grafik a ilustrátor (* 24. května 1906)
- 20. května – Stanislav Podhrázský, malíř, sochař a restaurátor (* 10. listopadu 1920)
- 01. června
  - Jan Ivan Wünsch, rockový baskytarista (* 7. července 1947)
  - Arnošt Paderlík, malíř a sochař (* 1. prosince 1919)
- 02. června – Václav Benda, politik a protikomunistický disident (* 8. srpna 1946)
- 10. června – Jiří Vršťala, česko-německý herec (* 31. července 1920)
- 14. června – Jan Bonaventura, filmový a televizní režisér (* 21. března 1943)
- 16. června – Osvald Döbert, architekt (* 15. prosince 1917)
- 19. června – František Štorek, novinář, spisovatel a básník (* 3. července 1933)
- 22. června – Luboš Fišer, skladatel (* 30. září 1935)
- 25. července – Jan Richter, hokejový reprezentant (* 29. března 1923)
- 26. června – Jiří Pelikán, novinář, český komunistický a pozdější italský politik (* 7. února 1923)
- 01. července – Čestmír Šlapeta, architekt (* 9. prosince 1908)
- 06. července – Vladimír Kovářík, malíř, ilustrátor a grafik (* 11. února 1921)
- 12. července – Jan Panenka, klavírista (* 8. července 1922)
- 23. července – Josef Holub, botanik (* 5. února 1930)
- 25. července – Jiří Seifert, sochař, medailér a restaurátor (* 5. září 1932)
- 28. července
  - Ladislav Novák, malíř a spisovatel (* 4. srpna 1925)
  - Věra Adlová, spisovatelka, překladatelka (* 22. července 1919)
- 06. srpna – Jiřina Bílá, herečka (* 17. listopadu 1921)
- 12. srpna – Zdeňka Bezděková, spisovatelka, filoložka a překladatelka (* 19. dubna 1907)
- 14. června – Mirko Musil, herec (* 26. srpna 1924)
- 16. srpna – Václav Nývlt, scenárista a dramaturg (* 28. září 1930)
- 25. srpna – Ivan Tuček, akrobatický pilot (* 19. listopadu 1942)
- 30. srpna – Marie Paříková, operní pěvkyně (* 20. května 1909)
- 04. září – Klement Slavický, hudební skladatel (* 22. září 1910)
- 10. září – Radoslav Kratina, sochař, grafik, průmyslový návrhář, fotograf, malíř a kurátor (* 2. prosince 1928)
- 13. září – Jiří Fried, spisovatel (* 1. března 1923)
- 23. září – Jaroslav Klápště, výtvarný umělec a grafik (* 7. srpna 1923)
- 01. října – Emil Sirotek, kameraman (* 20. března 1937)
- 06. října – František Čech, flétnista a hudební pedagog (* 8. března 1923)
- 13. října – Jan Černý Klatovský, malíř (* 16. května 1919)
- 18. října – Hana Skoumalová, překladatelka (* 23. července 1903)
- 22. října – Jiřina Hanušová, publicistka a psychoterapeutka (* 5. srpna 1939)
- 24. října – Jožka Karen, dirigent (* 4. května 1924)
- 27. října – Štěpánka Haničincová, herečka, scenáristka, dramaturgyně a televizní moderátorka (* 30. září 1931)
- 29. října – Zdeněk Tomáš, dirigent a sbormistr (* 15. října 1915)
- 01. listopadu – Josef Rumler, básník (* 20. července 1922)
- 03. listopadu – Dagmar Benešová, zakladatelka české dětské patologické anatomie (* 17. října 1906)
- 04. listopadu – Stanislav Rázl, předseda vlády České socialistické republiky (* 13. dubna 1920)
- 10. listopadu – Jiří Andreska, lesník, myslivecký historik, muzejník, etnograf (* 10. října 1931)
- 14. listopadu – Alois Pekárek, duchovní (* 22. ledna 1915)
- 16. listopadu – Pavel Bojar, spisovatel (* 18. května 1919)
- 17. listopadu – Jan Smudek, hrdina protinacistického odboje (* 8. září 1915)
- 19. listopadu – Zdeněk Martínek, herec (* 29. listopadu 1923)
- 05. prosince – Mojmír Balling, hudební skladatel (* 29. srpna 1928)
- 08. prosince – František Ipser, fotbalový reprezentant (* 16. srpna 1927)
- 11. prosince
  - Ladislav Kozderka, skladatel, dirigent a klavírista (* 2. března 1913)
  - Bohumil Vít Tajovský, opat Želivského kláštera a oběť komunismu (* 3. března 1912)
- 12. prosince – Miloslav Machek, trumpetista, dirigent a hudební skladatel populární hudby (* 9. listopadu 1923)
- 23. prosince – Miroslav Ivanov, spisovatel a publicista (* 10. dubna 1929)
- 26. prosince – Karel Houba, spisovatel a překladatel (* 26. února 1920)
- 27. prosince – Antonín Fingerland, patolog (* 26. února 1900)
- 28. prosince – Vladimír Dvořák, herec, textař a konferenciér (* 14. května 1925)

### Svět

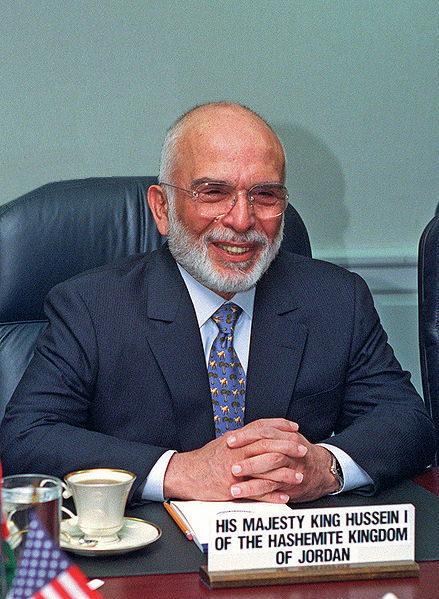
Husajn I. († 7. února)

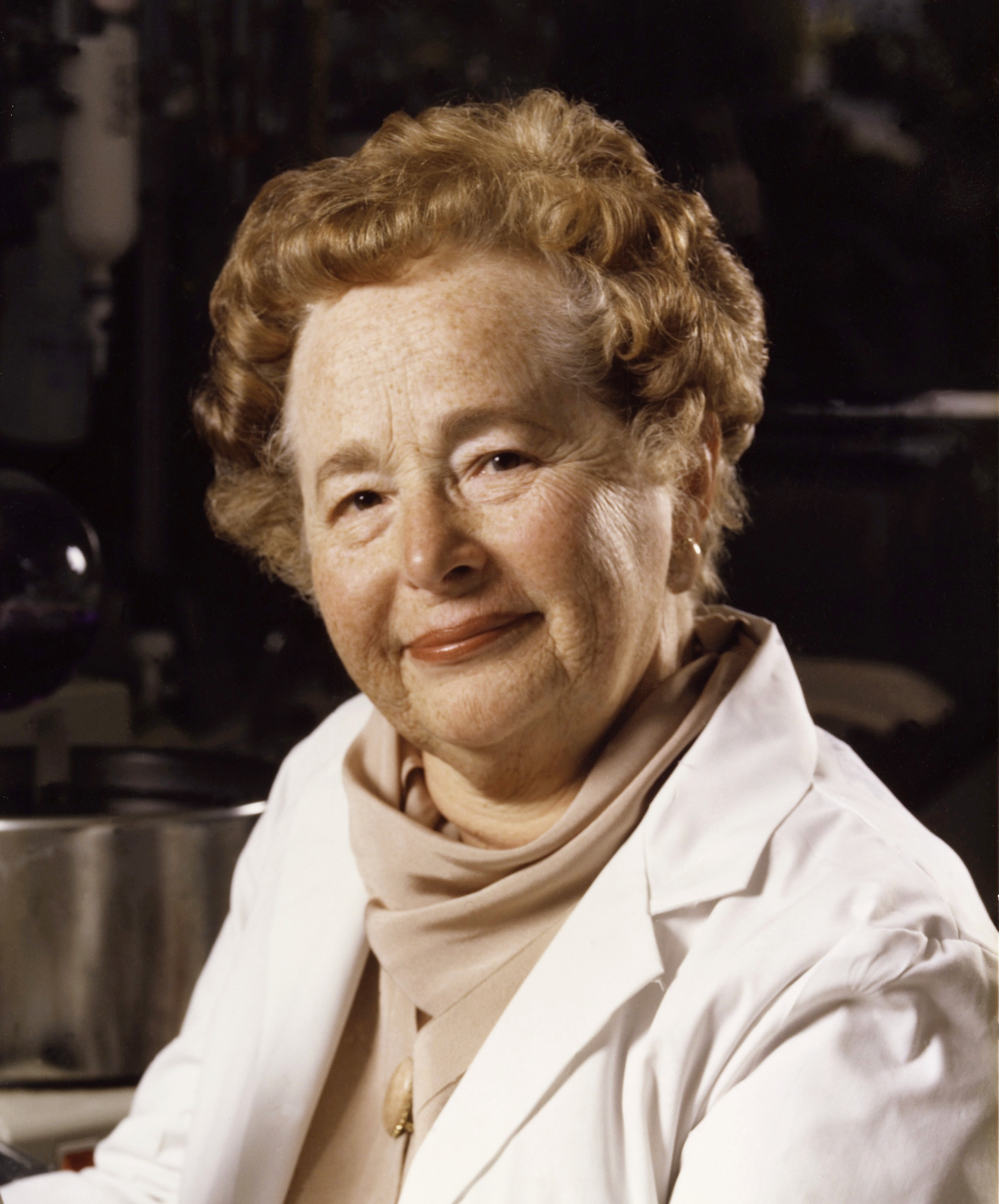
Gertrude Belle Elionová († 21. února)

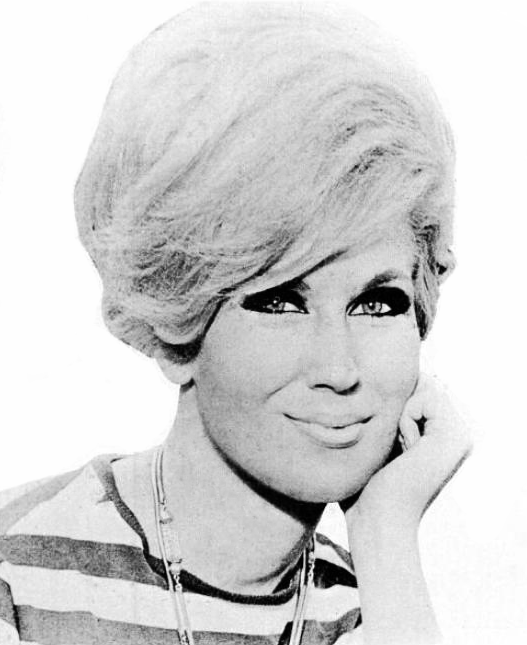
Dusty Springfield († 2. března)

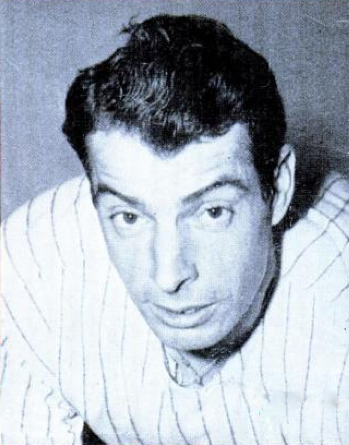
Joe DiMaggio († 8. března)

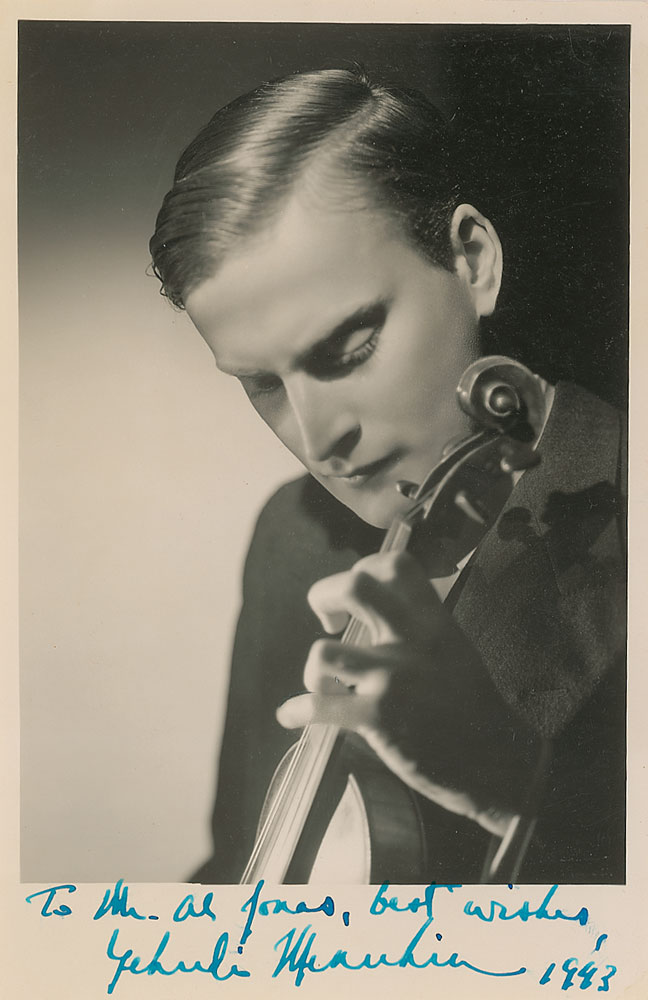
Yehudi Menuhin († 12. března)

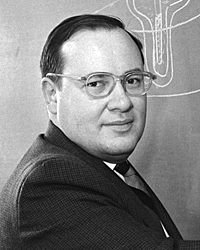
Arthur Leonard Schawlow († 28. dubna)

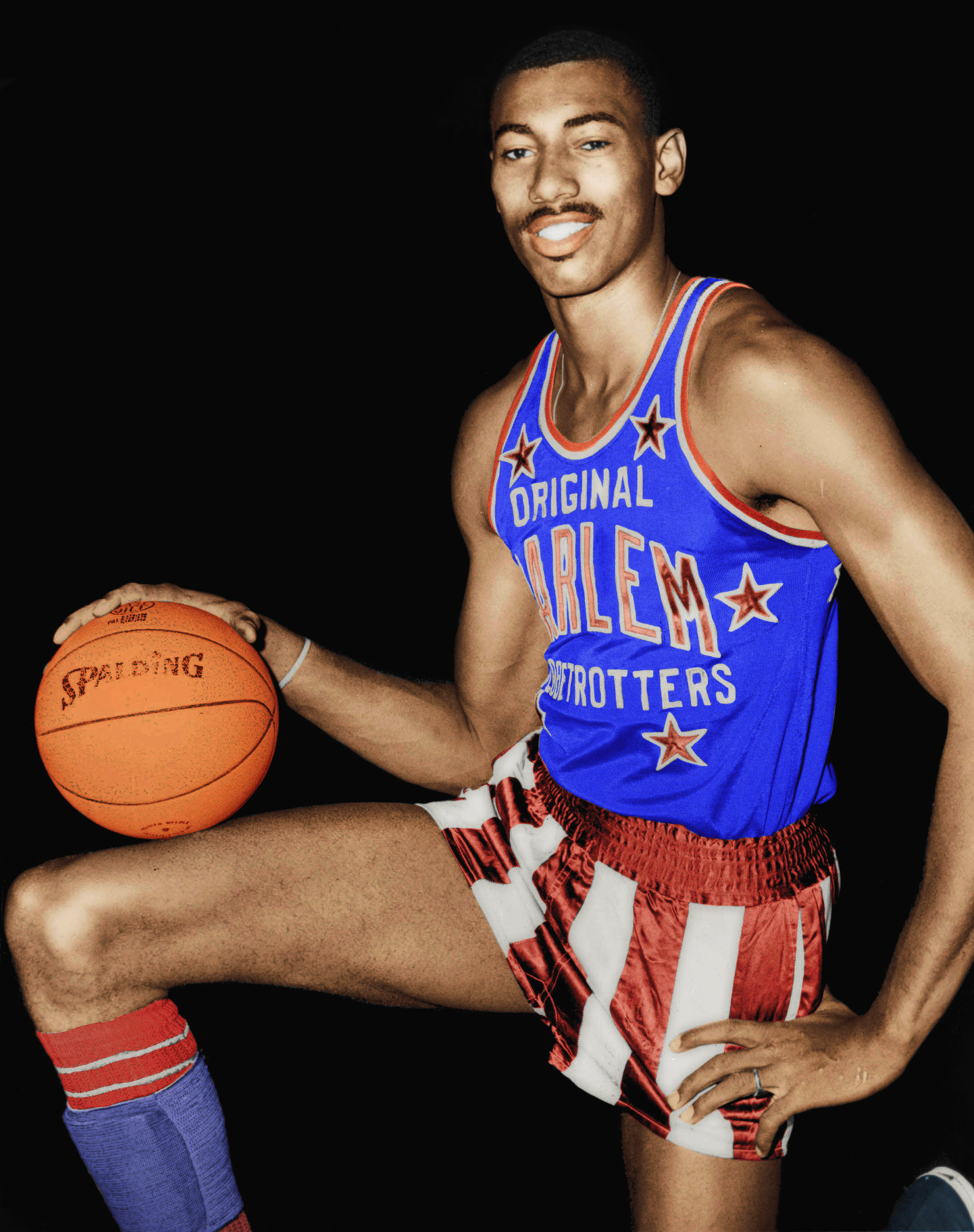
Wilt Chamberlain († 12. října)

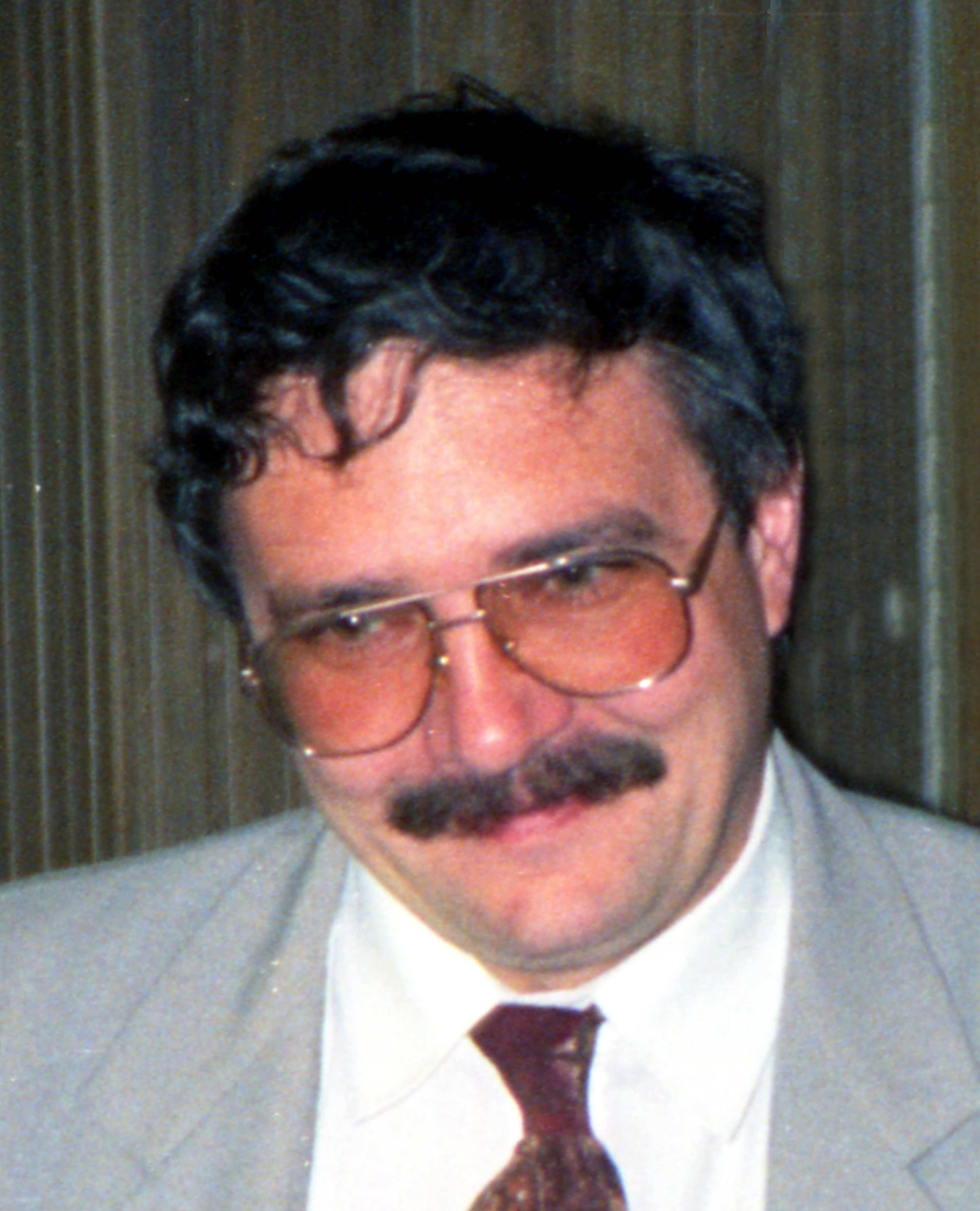
Josef Lux († 21. listopadu)

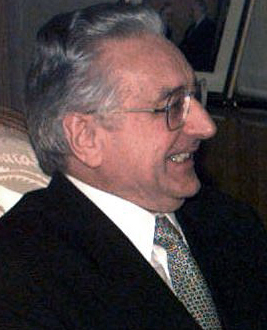
Franjo Tuđman († 10. prosince)

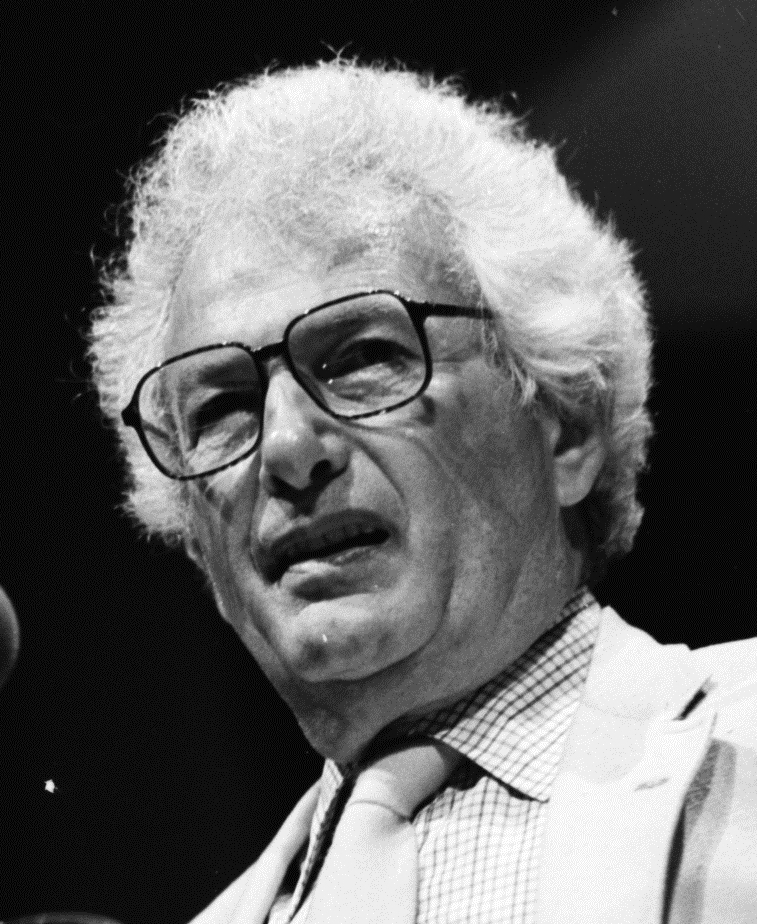
Joseph Heller († 12. prosince)

- 02. ledna – Eduard Klein, německý (NDR) spisovatel (* 25. července 1923)
- 09. ledna – R. Gerallt Jones, velšský spisovatel (* 11. září 1934)
- 11. ledna – Anton Šulík, slovenský herec (* 27. března 1931)
- 14. ledna
  - Jerzy Grotowski, polský divadelní režisér a teoretik (* 11. srpna 1933)
  - Vasil Kobulej, jedna z osobností Karpatsko-dukelské operace (* 11. prosince 1919)
- 19. ledna – Roderick Chisholm, americký filozof (* 27. listopadu 1916)
- 24. ledna – Roger Rondeaux, francouzský mistr světa cyklokrosu (* 15. dubna 1920)
- 03. února – Norman Bluhm, americký malíř (* 28. března 1921)
- 04. února – Erich Hartmann, americký fotograf (* 29. července 1922)
- 05. února
  - Toon Kortooms, nizozemský spisovatel (* 23. února 1916)
  - Wassily Leontief, rusko-americký ekonom (* 5. října 1905)
- 07. února – Husajn I., jordánský král (* 14. listopadu 1935)
- 08. února – Iris Murdochová, britská prozaička a filozofka (* 15. července 1919)
- 09. února – Aleksander Gieysztor, polský historik (* 17. července 1916)
- 11. února – Roger Vadim, francouzský herec, scenárista, žurnalista, publicista, režisér a producent (* 26. ledna 1928)
- 15. února
  - Henry Way Kendall, americký fyzik, nositel Nobelovy ceny (* 9. prosince 1926)
  - Big L, americký rapper (* 30. května 1974)
- 18. února – Andreas Feininger, americký fotograf (* 27. prosince 1906)
- 21. února – Gertrude Belle Elionová, americká biochemička, nositelka Nobelovy ceny (* 23. ledna 1918)
- 23. února – Ivan Rajniak, slovenský herec (* 10. července 1931)
- 25. února – Glenn Seaborg, americký jaderný chemik, nositel Nobelovy ceny (* 19. dubna 1912)
- 02. března – Dusty Springfield, britská zpěvačka (* 16. dubna 1939)
- 03. března – Jackson C. Frank, americký folkový zpěvák (* 2. března 1943)
- 05. března – Richard Kiley, americký herec (* 31. března 1922)
- 07. března
  - Stanley Kubrick, kultovní americký režisér (* 26. července 1928)
  - Friedrich Asinger, německý chemik (* 26. června 1907)
- 08. března
  - Adolfo Bioy Casares, argentinský spisovatel (* 15. září 1914)
  - Joe DiMaggio, americký baseballový hráč (* 25. listopadu 1914)
- 12. března – Yehudi Menuhin, houslový virtuos a dirigent (* 22. dubna 1916)
- 19. března – Jaime Sabines, chiapaský básník (* 25. března 1925)
- 21. března – Jean Guitton, francouzský katolický filosof a spisovatel (* 18. srpna 1901)
- 24. března – Val Valentin, portorický zvukový inženýr (* 6. ledna 1920)
- 29. března – Lucien Aigner, maďarský fotograf (* 14. srpna 1901)
- 30. března – Igor Netto, sovětský fotbalista (* 9. ledna 1930)
- 02. dubna – Felix Ivanovič Čujev, sovětský básník, novinář a spisovatel (* 4. dubna 1941)
- 3. dubna – Aldona Česaitytė-Nenėnienė, sovětská házenkářka (* 13. října 1949)
- 04. dubna – Bob Peck, britský divadelní, televizní a filmový herec (* 23. srpna 1945)
- 13. dubna – Willi Stoph, východoněmecký politik a armádní generál (* 9. července 1914)
- 14. dubna – Anthony Newley, anglický herec, zpěvák a textař (* 24. září 1931)
- 16. dubna – Skip Spence, americký zpěvák, kytarista a bubeník (* 18. dubna 1946)
- 25. dubna – Lord Killanin, irský předseda MOV (* 30. července 1914)
- 28. dubna
  - Arthur Leonard Schawlow, americký fyzik, nositel Nobelovy ceny (* 5. května 1921)
  - Alf Ramsey, anglický fotbalista a trenér (* 22. ledna 1920)
- 30. dubna – Darrell Sweet, bubeník skotské hard rockové skupiny Nazareth (* 16. května 1947)
- 01. května – Brian Shawe-Taylor, irský automobilový závodník (* 28. ledna 1915)
- 04. května – Oscar E. Monnig, americký astronom (* 4. září 1902)
- 10. května – Shel Silverstein, americký básník, textař a spisovatel (* 25. září 1930)
- 11. května – José F. Aguayo, španělský kameraman (* 1911)
- 13. května – Roy Crowson, britský biolog (* 22. listopadu 1914)
- 18. května – Elizabeth Robinsonová, americká sprinterka, dvojnásobná olympijská vítězka (* 23. srpna 1911)
- 26. května – Paul Sacher, švýcarský dirigent (* 28. dubna 1906)
- 01. června – Christopher Cockerell, britský vynálezce († 4. června 1910)
- 02. června – Andy Simpkins, americký jazzový kontrabasista (* 29. dubna 1932)
- 11. června – DeForest Kelley, americký herec (* 20. ledna 1920)
- 15. června
  - Igor Cholin, ruský básník, prozaik a disident (* 11. ledna 1920)
  - Terézia Hurbanová-Kronerová, slovenská herečka (* 22. června 1924)
- 16. června
  - Screaming Lord Sutch, britský hudebník a politik. (* 10. listopadu 1940)
  - Lawrence Stone, anglický historik (* 4. prosince 1919)
- 25. června – Roger Saubot, francouzský architekt (* 1931)
- 27. června – Georgios Papadopulos, diktátor Řecka (* 5. května 1919)
- 29. června – Garegin I., patriarcha Arménské apoštolské církve (* 27. srpna 1932)
- 02. července – Mario Puzo, americký spisovatel (* 15. října 1920)
- 06. července – Joaquín Rodrigo, španělský klavírista a skladatel (* 22. listopadu 1901)
- 07. července – Paul Oskar Kristeller, americký historik (* 22. května 1905)
- 08. července – Charles Conrad, americký pilot a astronaut (* 2. června 1930)
- 11. července – Oldrich Benda, slovenský fyzik (* 18. listopadu 1924)
- 22. července – Ladislav Slovák, slovenský dirigent (* 10. září 1919)
- 23. července – Hasan II., marocký král (* 9. července 1929)
- 24. července – Vladimir Nikolajevič Alexejev, sovětský námořní velitel a admirál (* 8. září 1912)
- 27. července – Harry Edison, americký jazzový trumpetista (* 10. října 1915)
- 28. července – Trygve Haavelmo, norský ekonom, nositel Nobelovy ceny (* 13. prosince 1911)
- 30. července – Darina Bancíková, slovenská evangelická farářka a spisovatelka (* 31. prosince 1922)
- 04. srpna – Ron Wyatt, americký dobrodruh, amatérský archeolog a spisovatel (* 2. června 1933)
- 07. srpna – Michal Maheľ, slovenský geolog (* 19. srpna 1920)
- 09. srpna – Eduard Vladimír Tvarožek, slovenský esperantista (* 13. května 1920)
- 24. srpna – Jan Anastáz Opasek, rakouský římskokatolický duchovní (* 20. dubna 1913)
- 27. srpna – Hélder Câmara, brazilský teolog, arcibiskup v Recife (* 7. února 1909)
- 01. září – Doreen Valiente, anglická čarodějnice (* 4. ledna 1922)
- 09. září – Jim Peters, britský marathonec (* 24. října 1918)
- 18. září – Viktor Sergejevič Safronov, ruský astronom (* 11. října 1917)
- 20. září – Andrej Lvovič Kursanov, sovětský fyziolog a biochemik (* 8. prosince 1902)
- 22. září – George C. Scott, americký herec (* 29. října 1927)
- 25. září – Marion Zimmer Bradley, americká spisovatelka (* 3. června 1930)
- 28. září – Marilyn Silverstone, americká fotožurnalistka a buddhistická mniška (* 9. března 1929)
- 30. září – Dmitrij Lichačov, ruský literární vědec (* 28. listopadu 1906)
- 02. října – Tošio Kató, japonský matematik (* 25. srpna 1917)
- 04. října – Art Farmer, americký jazzový trumpetista a skladatel (* 21. srpna 1928)
- 06. října – Amália Rodriguesová, portugalská zpěvačka a herečka (* 23. července 1920)
- 07. října – David A. Huffman, americký informatik (* 9. srpna 1925)
- 09. října – Milt Jackson, americký jazzový vibrafonista a skladatel (* 1. ledna 1923)
- 12. října – Wilt Chamberlain, americký profesionální basketbalista (* 21. srpna 1936)
- 14. října – Julius Nyerere, prezident Tanzanie (* 13. dubna 1922)
- 17. října – Tommy Durden, americký kytarista (* 15. prosince 1919)
- 19. října – Nathalie Sarrautová, francouzská spisovatelka (* 18. července 1902)
- 20. října – Jack Lynch, irský premiér (* 15. srpna 1917)
- 28. října – Rafael Alberti, španělský spisovatel (* 16. prosince 1902)
- 31. října – Immanuel Jakobovits, vrchní rabín Velké Británie (* 8. února 1921)
- 02. listopadu – Milan Antal, slovenský astronom (* 19. září 1935)
- 08. listopadu
  - Jurij Malyšev, sovětský vojenský letec a kosmonaut (* 27. srpna 1941)
  - Lester Bowie, americký jazzový trumpetista (* 11. října 1941)
  - Leon Štukelj, jugoslávský gymnasta, zlatý olympionik (* 12. listopadu 1898)
- 18. listopadu – Horst P. Horst, americký módní fotograf (* 14. srpna 1906)
- 20. listopadu – Amintore Fanfani, italský premiér (* 6. února 1908)
- 21. listopadu – Josef Lux, český místopředseda vlády, ministr zemědělství (* 1. února 1956)
- 25. listopadu
  - Didier Anzieu, francouzský psychoanalytik (* 8. července 1923)
  - Pierre Bézier, francouzský konstruktér a matematik (* 1. září 1910)
- 26. listopadu – Ashley Montagu, britsko-americký antropolog (* 28. července 1905)
- 28. listopadu – Peter Karvaš, slovenský spisovatel (* 25. dubna 1920)
- 29. listopadu
  - Herbert Freudenberger, americký psychoanalytik (* 26. listopadu 1927)
  - Štefan Polakovič, slovenský filozof (* 22. listopadu 1912)
- 30. listopadu – Don Harris, americký rock and rollový houslista, zpěvák a kytarista (* 18. června 1938)
- 02. prosince – Charlie Byrd, americký kytarista (* 16. září 1925)
- 03. prosince – Scatman John, americký zpěvák (* 13. března 1942)
- 06. prosince – Gwyn Jones, velšský spisovatel a překladatel (* 24. května 1907)
- 10. prosince
  - Rick Danko, kanadský hudebník, skladatel, zpěvák, herec (* 29. prosince 1942)
  - Franjo Tuđman, chorvatský prezident (* 14. května 1922)
- 12. prosince
  - Stane Dolanc, slovinský prezident (* 16. listopadu 1925)
  - Joseph Heller, americký spisovatel (* 1. května 1923)
- 17. prosince
  - Grover Washington, Jr., americký saxofonista (* 12. prosince 1943)
  - Jürgen Moser, německý matematik (* 4. července 1928)
- 18. prosince – Robert Bresson, francouzský režisér (* 25. září 1901)
- 20. prosince
  - Hank Snow, americký zpěvák a skladatel country (* 9. května 1914)
  - Hilde Zaloscer, rakouská egyptoložka a spisovatelka (* 15. června 1903)
- 24. prosince
  - Maurice Couve de Murville, francouzský premiér (* 20. ledna 1907)
  - Grete Stern, německá fotografka a designérka (* 9. května 1904)
- 26. prosince – Curtis Mayfield, americký zpěvák a kytarista (* 3. června 1942)
- 27. prosince – Pierre Clémenti, francouzský herec a režisér (* 28. září 1942)
- neznámé datum – Jicchak Kariv, starosta Jeruzaléma (* 1902)

## Hlava státu
Evropa:
- Albánie – Rexhep Mejdani
- Belgie – Albert II. Belgický
- Bělorusko – Alexander Lukašenko
- Bosna a Hercegovina – Alija Izetbegović
- Bulharsko – Petar Stojanov
- Česko – Václav Havel
- Dánsko – Markéta II.
- Estonsko – Lennart Meri
- Finsko – Martii Ahtisaari
- Francie – Jacques Chirac
- Chorvatsko – Franjo Tuđman
- Irsko – Mary McAleeseová
- Island – Ólafur Ragnar Grímsson
- Itálie – Carlo Azeglio Ciampi
- Jugoslávie – Slobodan Milošević
- Lichtenštejnsko – Hans Adam II.
- Litva – Valdas Adamkus
- Lotyšsko – Guntis Uzmanis
- Lucembursko – Jean I.
- Maďarsko – Árpád Göncz
- Makedonie – Kiro Gligorov
- Malta – Ugo Mifsud Bonnici
- Moldavsko – Petru Lucinschi
- Monako – Rainier III.
- Německo – Roman Herzog
- Nizozemsko – Beatrix
- Norsko – Herald V.
- Polsko – Aleksander Kwaśniewski
- Portugalsko – Jorge Sampaio
- Rakousko – Thomas Klestil
- Rumunsko – Émile Constantinescu
- Rusko – Boris Jelcin
- Řecko – Konstantinos Stefanopulos
- Slovensko – zastupující Mikuláš Dzurinda, od 15. června Rudolf Schuster
- Slovinsko – Milan Kučan
- Španělsko – Juan Carlos I.
- Spojené království – Alžběta II.
- Švédsko – Karel XVI. Gustav
- Švýcarsko – Ruth Draifuss
- Ukrajina – Leonid Kučma
- Vatikán – Jan Pavel II.

Amerika:
- Argentina – Carlos Menem
- Brazílie – Fernando Henrique Cardoso
- Chile – Eduardo Frei Ruíz-Tagle
- Kolumbie – Andrés Pastrana Arango
- Kuba – Fidel Castro
- Mexiko – Ernesto Zedillo Ponce de León
- Peru – Alberto Fujimori
- Spojené státy americké – Bill Clinton
- Venezuela – Rafael Caldera

Afrika:
- Alžírsko – Lamín Ziruál
- Egypt – Muhammad Husní Mubárak
- Guinea – Lansana Conté
- Jihoafrická republika – Nelson Mandela
- Demokratická republika Kongo – Laurent-Désiré Kabila
- Maroko – Hasan II.
- Mosambik – Joaquim Chissano
- Nigérie – Abaul Salam Abu Bakr
- Tunisko – Zin al-Ábidín Ben Alí

Asie:
- Arménie – Robert Kočarjan
- Ázerbájdžán – Gejdar Alijev
- Čína – Ťiang Ce-min
- Gruzie – Eduard Ševardnadze
- Indie – Kočeril Rámán Nárájanan
- Indonésie – Jusuf Habibie
- Irák – Saddám Husajn
- Írán – Saíd Mohammad Chátamí
- Izrael – Ezer Weizman
- Japonsko – Akihito
- Jižní Korea – Kim Taë-džung
- Kazachstán – Nursultan Nazarbajev
- Kypr – Glafkos Kleridis
- Kyrgyzstán – Askar Akajev
- Pákistán – Muhammad Rafík Tatar
- Saúdská Arábie – Fahd ibn Abdul Azíz al-Saúd
- Tádžikistán – Emomali Rachmanov
- Turecko – Süleyman Demirel
- Turkmenistán – Saparmurat Nijazov
- Uzbekistán – Islam Karimov

Austrálie:
- Austrálie – John W. Howard
- Nový Zéland – Jenny Shipley

## Zajímavosti
- Do roku 1999 byla situována první povídka ze sbírky Já, robot Issaca Asimova, napsaná v roce 1950.